# Freneixicardia victor
Freneixicardia victor is een tweekleppigensoort uit de familie van de Cardiidae. De wetenschappelijke naam van de soort is voor het eerst geldig gepubliceerd in 1872 door Angas.